# Внешняя политика Бельгии
Внешняя политика Бельгии — общий курс Бельгии в международных делах. Внешняя политика регулирует отношения Бельгии с другими государствами. Реализацией этой политики занимается министерство иностранных дел Бельгии.

## История
В 1830 году Бельгия провозгласила независимость от Объединённого королевства Нидерландов в результате революции и объявила о нейтралитете. Во время обеих мировых войн Бельгия пыталась придерживаться политики нейтралитета, но пострадала от вторжения Германии. В 1948 году Бельгия подписала Брюссельский пакт с Великобританией, Францией, Нидерландами и Люксембургом, а через год стала одним из основателей НАТО.
Бельгия остается решительным сторонником развития сил безопасности как НАТО, так и Европейского союза (ЕС). Бельгия также является активным сторонником усиления экономической и политической интеграции в рамках ЕС. Бельгия придерживается федеративного типа государственного устройства. С 1966 года НАТО и ЕС имеют свои штаб-квартиры в Брюсселе, военный штаб Верховного главнокомандования ОВС НАТО в Европе находится на юге страны, недалеко от Монса.
Бельгия поддерживает расширение членства в НАТО и ЕС среди стран Центральной и Восточной Европы и активно участвует в Организации по безопасности и сотрудничеству в Европе (ОБСЕ). Бельгия занимала пост председателя ОБСЕ в 2006 году. Бельгия заседала в Совете Безопасности ООН в течение 2007-2008 годов и была в руководстве ЕС с 1 июля по 31 декабря 2010 года.
В число приоритетов внешней политики Бельгии в ЕС входит политика в отношении бывших колоний и тех стран, где размещены бельгийские солдаты, расширение и обеспечение развития внешней политики ЕС в соответствии с согласованными стандартами. Бельгия по-прежнему глубоко привержена поддержке институтов ЕС и участвует в формировании Общей внешней политики и политики безопасности, главным образом потому, что на её территории состоялись битвы во время мировых войн. Правительство Бельгии стремится занять роль ключевого члена ЕС, но осознает своё среднее влияние в этом союзе. Министерство иностранных дел Бельгии представляет страну в ЕС и активно планировало председательство Бельгии в ЕС в 2010 году. В рамках МИДа работа распределяется между несколькими ведомствами, от кабинета министра иностранных дел до директората политики ЕС. Опыт работы с 12 предыдущими президентствами в ЕС дал хорошо разработанный, но сложный набор правил для распределения обязанностей комитета ЕС между федеральным и региональными правительствами в Бельгии.
Основным приоритетом Бельгии в Африке является бывшая колония Демократическая Республика Конго (ДРК). Бельгийцы считают, что общая история и постоянное сотрудничество с ДРК даёт им уникальную информацию о регионе. Бельгия декларирует желание видеть стабильную, безопасную и мирную ДРК, которая будет сотрудничать с международным сообществом, соседними африканскими странами и на многосторонних форумах для достижения этой цели. Заявленная цель Бельгии в ДРК - это обеспечение мира и стабильности, а также содействие восстановлению способности государства обеспечивать правопорядок на всей территории. Тем не менее, правительство Бельгии осознает, что коррупция, отсутствие эффективного командования и контроля над вооружёнными силами и незаконный экспорт минеральных ресурсов являются основными препятствиями для прекращения вооруженного внутреннего конфликта в ДРК.
Правительство Бельгии также обеспокоено событиями в соседних африканских странах, которые влияют на ДРК, включая Руанду, Бурунди, Судан и Уганду. с 18 по 25 января 2010 года  прошла поездка министра иностранных дел Стевена Ванакере в ДРК, Руанду и Бурунди, что подчеркнула важность Центральной Африки для Бельгии. Бельгийский политический класс и средства массовой информации представляют Центральную Африку, особенно ДРК, своей главной проблемой во внешней политике. Все три бывшие колонии являются странами-партнёрами по получению иностранной помощи, подписывают соглашения с правительством и получают персонал технической помощи из Бельгии. На ДРК пришлось 7,6 % от общего оказания объёма помощи Бельгией другим странам в 2006 году. Бельгия подписала новое соглашение о партнерстве с Бурунди, что обеспечило стимул для улучшения политического управления в виде дополнительной помощи, и работает над подписание аналогичного соглашения с ДРК.